# Plegmapteropsis gracilis
Plegmapteropsis gracilis är en insektsart som beskrevs av Vitaly Michailovitsh Dirsh 1956. Plegmapteropsis gracilis ingår i släktet Plegmapteropsis och familjen gräshoppor. Inga underarter finns listade i Catalogue of Life.